# Halse og Harkmarks kommun
Halse og Harkmarks kommun (norska: Halse og Harkmark kommune) var en kommun i Vest-Agder fylke i södra Norge. Kommunen omfattade ett område i den sydöstra delen av nuvarande Lindesnes kommun och var Norges sydligaste kommun. Stadskommuen Mandal utgjorde en enklav då den var helt omsluten av kommunen. Byn Halse utgjorde kommunens centralort.

## Administrativ historik
Mandals landdistrikt upprättades 1864 genom utbrytning ur Mandals kommun. Kommunen hade 3 015 invånare vid upprättandet.
1865 bytte kommunen namn från Mandals landdistrikt till Halse og Harkmark (Halsaa og Hartmark).
Den 1 juli 1921 överfördes ett bebott område (med 221 invånare) från Halse og Harkmarks kommun till Mandals kommun.
Den 1 januari 1964 gick Halse og Harkmarks kommun, tillsammans med en del av Holums kommun, åter upp i Mandals kommun. Kommunens hade då 3 676 invånare.
Området utgör sedan den 1 januari 2020 en del av Lindesnes kommun.